# Ayos (Lekié)
Pour les articles homonymes, voir Ayos (homonymie).
Ayos est un village de la région du Centre du Cameroun. Il est localisé dans l'arrondissement (commune) d'Okola. On y accède par la piste rurale qui lie Monatélé à Nkolkossé.

## Population et société
En 1965, la population d'Ayos était de 261 habitants. Ayos comptait 268 habitants lors du dernier recensement de 2005. La population est constituée pour l’essentiel du peuple Eton.